# Белорусская валютно-фондовая биржа
Белору́сская валю́тно-фо́ндовая би́ржа (бел. Беларуская валютна-фондавая біржа; полное название Открытое акционерное общество «Белорусская валютно-фондовая биржа»; сокращённо БВФБ) — площадка, на которой проводятся торги по трём основным сегментам финансового рынка: валютному, фондовому и срочному. Кроме того, биржа выполняет функции национального форекс-центра.

## История
Биржа была образована в 1998 году во исполнение Указа Президента Республики Беларусь от 20 июля 1998 г. № 366 «О совершенствовании системы государственного регулирования рынка ценных бумаг». Учредителями этой биржи стали Национальный банк Республики Беларусь, Министерство по управлению государственным имуществом и приватизации Республики Беларусь и ряд крупных банков Республики Беларусь.

## Деятельность
Высшим органом управления биржи является Общее собрание акционеров. В состав акционеров биржи, кроме учредителей, входят банки, брокерско-дилерские компании республики и др. Руководство деятельностью биржи в период между Общим собранием акционеров осуществляется Наблюдательным советом.
Кроме организации торгов, биржа выполняет функции оператора расчётно-клиринговой системы по всем видам ценных бумаг и инструментам срочного рынка, а также осуществляет регистрацию сделок с ценными бумагами, заключенных на внебиржевом рынке.
15 ноября 2017 года БВФБ запустила пилотный проект с использованием технологии блокчейн, что даёт возможность развивать целый ряд направлений, в том числе эмиссию криптооблигаций, криптовалют и организацию криптобиржи.